# 올레 루코예
" Ole Lukøje "( Danish  </link> )은 부드러운 손길로 아이들을 잠들게 하고, 아이들의 상태에 따라 다양한 꿈을 보여 주는 샌드맨의 신비스러운 신화 속 생물에 대한 민화를 바탕으로 한 한스 크리스티안 안데르센의 문학 동화 입니다.
각각의 팔은 우산을 들고 있고; 그 중 하나의 우산에는 안쪽에 그림이 그려져 있다. 그가 그 우산을 착한 아이들 위로 펼치면, 밤새 가장 아름다운 꿈을 꾸게 된다.  하지만 또 다른 우산에는 아무런 그림이 그려져 있지 않은데, 이것은 개구쟁이 아이들이 푹 자도록 하고, 꿈도 꾸지 않고 아침에 일어나도록 한다.

Ole Lukøje의 이름은 두개의 단어로 구성됩니다. Ole 는 덴마크의 일반적인 남성 이름이고 Lukøje는 '닫다'와 '눈'을 의미하는 덴마크어 단어의 합성어입니다. 이야기에서 그는 일주일 동안 매일 밤 Hjalmar이라는 소년을 방문하고 그에게 이야기를 들려줍니다. Ole Lukøje는 나중에 꿈의 신으로 밝혀집니다. 일주일 중 일요일의 마지막 이야기에서 그는 같은 이름인 Ole Lukøje라고 불리는 그의 형제에 대해 이야기합니다. 그의 형제인 Ole Lukøje(죽음)은 사람을 잠들게 함으로써 죽게합니다.

## 올레 루코예(죽음)
| "내 동생을 보여주마. 그 또한 Ole-Luk-Oie라고 불리지. 그러나 그는 오직 단 한번의 방문만이 있을뿐, 찾아간 사람을 말에 태워 데리고 가며 이야기를 들려준단다. 그가 아는 이야기는 단지 두 개 뿐이야. "하나는 누구도 상상할 수 없을 만큼 아름다운 이야기이고, 나머지 하나는 누구도 설명할 수 없을 만큼 끔찍한 이야기란다." 그리고는 Ole-Luk-Oie는 Hjalmar를 창문으로 번쩍 들어 올렸습니다. "이제 내 형제, 또 다른 Ole-Luk-Oie가 보이지? 그는 죽음이라고도 불린단다. "그림책에 나오는 해골만큼이나 끔찍한 모습은 아니지, 아니야! 그의 코트는 은으로 수놓아져 있고, 화려한 후 사르의 군복을 입었지. 검은 벨벳 망토를 휘날리며 말을 타고 달리는 모습을 보렴" | "Jeg vil vise Dig min Broder, han hedder ogsaa Ole Lukøie, men han kommer aldrig til nogen meer end eengang og naar han kommer, tager han dem med paa sin Hest og fortæller dem Historier. "Han kan kun to, een der er saa mageløs deilig, at ingen i Verden kan tænke sig den, og een der er saa fæl og gruelig - ja det er ikke til at beskrive!" Og saa løftede Ole Lukøie den lille Hjalmar op i Vinduet og sagde, "der skal Du see min Broder, den anden Ole Lukøie! de kalde ham ogsaa Døden! "Seer Du, han seer slet ikke slem ud, som i Billedebøgerne, hvor han er Been og Knokler! nei, det er Sølvbroderi han har paa Kjolen: det er den deiligste Husar-Uniform! en Kappe af sort Fløiel flyver bag ud over Hesten ! See hvor han rider i Gallop." |

- 위 윌리 윙키